# Trofeu Martini & Rossi
|  | No s'ha de confondre amb Copa Martini & Rossi. |

El Trofeu Martini & Rossi fou un guardó futbolístic instaurat per l'empresa italiana de begudes Martini Rossi durant els anys 40 i 50 i que premiava al club de la primera divisió espanyola que assolia el millor balanç de gols marcats - gols encaixats durant el campionat.
El primer trofeu Martini & Rossi fou creat l'any 1948 i era una copa d'un metre d'alçada i estava inspirada en el classicisme hel·lènic. El club que guanyés tres cops el trofeu, bé de forma consecutiva, bé de forma alternada s'emportaria la copa en propietat (posteriorment es canvià a tres consecutives o cinc alternes). Aquest fou el FC Barcelona que el guanyà per tercer cop l'any 1954.
El segon trofeu Martini & Rossi fou creat l'any 1956 i consistí en una estàtua humana d'or i argent de 125 cm d'alçada creada per la Joieria Bagués. El trofeu se l'emportaria aquell club que guanyés el mateix tres cops de forma consecutiva o cinc de forma alterna. A partir de 1960 deixà d'haver-hi referències d'aquest trofeu a la premsa.

## Historial
| Temporada                                          | Campió            | Resultat  |
| -------------------------------------------------- | ----------------- | --------- |
| 1948 - 1949                                        | València CF       | 78-47 +31 |
| 1949 - 1950                                        | València CF       | 71-43 +28 |
| 1950 - 1951                                        | Atlètic de Madrid | 87-50 +37 |
| 1951 - 1952                                        | FC Barcelona      | 92-43 +49 |
| 1952 - 1953                                        | FC Barcelona      | 82-43 +39 |
| 1953 - 1954                                        | FC Barcelona      | 74-39 +35 |
| El FC Barcelona s'adjudica el trofeu en propietat. |                   |           |
| 1955 - 1956                                        | Athletic Club     | 79-31 +48 |
| 1956 - 1957                                        | Reial Madrid      | 74-35 +39 |
| 1957 - 1958                                        | Reial Madrid      | 71-26 +45 |
| 1958 - 1959                                        | FC Barcelona      | 96-26 +70 |
| 1959 - 1960                                        | FC Barcelona      | 86-28 +58 |